# Svetozar Marković (futbolista)
Svetozar Marković (Zagoni, Bijeljina, República Srpska, actual Bosnia y Herzegovina, 23 de marzo de 2000) es un futbolista serbio que juega como defensa en el F. C. Viktoria Plzeň de la Liga de Fútbol de la República Checa. También formó parte de la selección sub-21 de Serbia.

## Trayectoria

### Partizán
Marković empezó a jugar al fútbol desde los seis años y medio cuando se enroló en la academia del Radnik Bijeljina, club de su ciudad natal en Bosnia donde jugaba en las posiciones de centrocampista y extremo. Sus padres lo llevaron a un campamento en Jahorina en 2009, donde fue observado, llegando a Partizán de Belgrado dos años después. Ya como producto de las divisiones menores, fue prestado al Teleoptik de tercera división para la campaña 2015-16. A su vuelta, en el verano de 2017, Marković integró el plantel principal del Partizán como capitán del equipo cadete, participando de la pretemporada con el primer equipo.
Debutó profesionalmente con Partizán el 11 de octubre de 2017, reemplazando a Bojan Ostojić al minuto 88 por la primera ronda de la Copa de Serbia ante Rtanj Boljevac, con resultado final de 3-0 a favor de su equipo. En esa campaña también logró debutar a nivel internacional, reemplazando el 15 de febrero de 2018 esta vez a Léandre Tawamba al cierre del partido frente a Viktoria Plzeň de República Checa por la Liga Europa de la UEFA 2017-18. Casi un mes después, el 14 de marzo, Marković asistió a Nemanja Miletić en la victoria por 2-0 sobre Javor Ivanjica, en los cuartos de final de copa. Además de ser considerada la primera asistencia de su carrera, fue elegido jugador del partido. Marković realizó la primera anotación de su carrera profesional en la goleada de Partizán por 5–0 sobre Borac Čačak, esta vez por la liga, el 5 de abril de 2018. Al mes siguiente, fue premiado como mejor debutante en la campaña 2017-18 de la Superliga de Serbia. Poco después, Marković se coronó campeón de la Copa de Serbia, tras vencer en la final por 2-1 a Mladost Lučani, jugando todo el partido.
A sus 18 años, Marković se volvió titular indiscutible en la zaga del Partizán, afianzándose en la temporada 2018-19 jugando tanto en la liga serbia como en la Europa League, convirtiéndose en uno de los defensas más prometedores de su país y en Europa.

### Olympiacos
El 9 de julio de 2019 se hizo oficial su fichaje por Olympiacos, sin embargo no tuvo oportunidades en el primer equipo hasta el 8 de enero de 2020, cuando hizo su debut en el triunfo por 2-0 ante Kalamata por los octavos de final de la Copa de Grecia 2019/20 cuando reemplazó a Avraam Papadopoulos al minuto 64.
Poco después fue cedido al AE Larisa, también de Grecia, club con el cual debutó el 15 de febrero de 2020 en la derrota por 2-1 ante PAOK de Salónica.

## Selección nacional
Verschaeren forma parte de la selección de fútbol de Serbia categoría sub-21 con la cual disputó ocho partidos. También ha sido parte de todas las demás categorías juveniles como la sub-16 (9 partidos y 1 gol), sub-17 (11 partidos), sub-18 (2 partidos) y sub-19 (1 partido) de su país.
En 2015 por primera vez fue llamado a una escuadra nacional, en este caso para integrar la selección sub-16 de Serbia con la cual acumuló varios partidos, incluyendo un gol ante Letonia, el 15 de mayo de 2016. Como integrante regular de la sub-17 de Serbia, fue convocado para participar en el Campeonato Europeo Sub-17 de la UEFA 2017, bajo las órdenes de Perica Ognjenović. En dicho torneo, Marković jugó dos de los tres encuentros, sin poder avanzar de la fase de grupos.

### Participación en Eurocopas
| Torneo                              | Sede                | Resultado      | Partidos | Goles |
| ----------------------------------- | ------------------- | -------------- | -------- | ----- |
| Campeonato de Europa Sub-17 de 2017 | Croacia             | Fase de grupos | 2        | 0     |
| Eurocopa Sub-21 de 2019             | Italia · San Marino | Fase de grupos | 0        | 0     |

## Clubes y estadísticas
Actualizado el 30 de marzo de 2025.
| Club | Temporada        | Div.             | Liga  | Liga  | Copas nacionales(1) | Copas nacionales(1) | Copas internacionales(2) | Copas internacionales(2) | Total | Total |
| Club | Temporada        | Div.             | Part. | Goles | Part.               | Goles               | Part.                    | Goles                    | Part. | Goles |
| --- | ---------------- | ---------------- | ----- | ----- | ------------------- | ------------------- | ------------------------ | ------------------------ | ----- | ----- |
| Partizán de Belgrado Serbia | 2017-18          | 1.ª              | 11    | 1     | 5                   | 0                   | 1                        | 0                        | 17    | 1     |
| Partizán de Belgrado Serbia | 2018-19          | 1.ª              | 25    | 1     | 1                   | 1                   | 7                        | 1                        | 33    | 3     |
| Olympiacos · Grecia | 2019-20          | 1.ª              | 0     | 0     | 2                   | 0                   | 0                        | 0                        | 2     | 0     |
| Larisa · Grecia | 2019-20          | 1.ª              | 8     | 0     | 0                   | 0                   | —                        | —                        | 8     | 0     |
| Larisa · Grecia | Total club       | Total club       | 8     | 0     | 0                   | 0                   | 0                        | 0                        | 8     | 0     |
| Partizán de Belgrado Serbia | 2020-21          | 1.ª              | 24    | 1     | 5                   | 1                   | —                        | —                        | 29    | 2     |
| Olympiacos · Grecia | 2021-22          | 1.ª              | 0     | 0     | 1                   | 0                   | 3                        | 0                        | 4     | 0     |
| Olympiacos · Grecia | Total club       | Total club       | 0     | 0     | 3                   | 0                   | 3                        | 0                        | 6     | 0     |
| Partizán de Belgrado Serbia | 2022-23          | 1.ª              | 22    | 2     | 1                   | 0                   | 11                       | 1                        | 34    | 3     |
| Partizán de Belgrado Serbia | 2023-24          | 1.ª              | 27    | 2     | 3                   | 0                   | 4                        | 0                        | 34    | 2     |
| Partizán de Belgrado Serbia | 2024-25          | 1.ª              | 4     | 1     | —                   | —                   | 6                        | 1                        | 10    | 2     |
| Partizán de Belgrado Serbia | Total club       | Total club       | 113   | 8     | 15                  | 2                   | 29                       | 3                        | 157   | 13    |
| F. C. Viktoria Plzeň · República Checa | 2024-25          | 1.ª              | 17    | 1     | 2                   | 0                   | 12                       | 0                        | 31    | 1     |
| F. C. Viktoria Plzeň · República Checa | Total club       | Total club       | 17    | 1     | 2                   | 0                   | 12                       | 0                        | 31    | 1     |
| Total en carrera | Total en carrera | Total en carrera | 138   | 9     | 20                  | 2                   | 44                       | 3                        | 202   | 14    |
| (1)Incluye datos de la Copa de Serbia (2017-18 y 2018-19) y la Copa de Grecia (2019-20). (2)Incluye datos de la Liga de Campeones de la UEFA, la Liga Europa de la UEFA (2017-18 y 2018-19) y la Liga Conferencia de la UEFA. |                  |                  |       |       |                     |                     |                          |                          |       |       |

## Palmarés

### Títulos nacionales
| Título         | Club                 | País   | Año     |
| -------------- | -------------------- | ------ | ------- |
| Copa de Serbia | Partizán de Belgrado | Serbia | 2017-18 |
| Copa de Serbia | Partizán de Belgrado | Serbia | 2018-19 |

### Distinciones individuales
| Distinción                                | Año     |
| ----------------------------------------- | ------- |
| Mejor debutante en la Superliga de Serbia | 2017-18 |